# Emil Dvořák (spisovatel)
Emil Dvořák (17. října 1896 Vlkoš – 28. září 1970 Praha) byl moravský drážní úředník, prozaik, básník a též autor odborných textů o železnici.

## Život
Narodil se v rodině expedienta při železnici Františka Dvořáka (1850) a jeho manželky Marie, rozené Kunstové (1855). V letech 1907–1915 vystudoval gymnázium v Kyjově, a poté byl odveden do vojska a účastnil se 1. světové války. Po návratu studoval práva, nejprve v Praze a v letech 1919–1920 v Brně, ale studium nedokončil. Mezi lety 1923–1924 vystudoval odbornou železniční školu v Olomouci a dále pracoval jako železniční úředník.
Pracoval v Opavě, Olomouci a v letech 1938–1958 na Ministerstvu železnic (po roce 1945 Ministerstvo dopravy). Do důchodu odešel v roce 1958.
Byl členem Moravského kola spisovatelů a Slezské literární skupiny Iskra (nakladatelství Iskra působilo v různých slezských městech v letech 1929–1947).

## Dílo
Biografický slovník českých zemí považuje za nejlepší Dvořákovo dílo román Zvlněný kraj. Autor v něm popisuje vztahy na Hlučínsku ve 30. letech 20. století a ukazuje, jak snadno obyvatelé podléhali nacistické propagandě. Kromě poezie a prózy publikoval i odborné texty z oblasti železnic.

### Příspěvky v tisku
Emil Dvořák přispíval do Moderní revue, Moravskoslezského deníku, Práva lidu a dalších periodik.

### Knižní vydání
- Aleje života (básnický debut; Brno, Otakar Sobek, 1921)
- Ještě dva poly ... – 1923[4]
- Pohádka (Vyškov, nákladem vlastním, 1925)
- Zpívala noc (Opava, nákladem vlastním, 1925)
- Mrskut a píšťalky (kniha próz; Hranice, J. Hladký, 1929)
- Lepty srdcem (básně; Hrabyně, Iskra, 1931)
- Hlučínsko v obrazech (linoleoryty Josef Kudělka, text Emil Dvořák et al.; vydal J. Kudělka, 1932)
- Mladá literatura opavského Slezska – 1933[5]
- Slezští Krakonošové – 1934[5]
- Zoe a Jiří (román; Svinov, Vaško, 1933)
- První vystoupení – 1934[5]
- Kaleidoskop (ilustrace Valentin Držkovic; Opava, Pásmo, 1934)
- Oheň (válečné črty; Petřvald, Vicher, 1935)
- Mé mamince (Vzpomínka na Den matek; Opava, Zemská odborná škola pro ženská povolání, 1936)
- Zvlněný kraj (román; Praha, Novina, 1936 a 1938)
- Lán kosodřeviny (román ze slezských hor, ilustraci a obálku navrhl Antonín Strnadel; Moravská Ostrava Edice moravských autorů Návrat, Josef Lukasík distributor, 1940 a 1941)
- Po mostě z duhy a hvězd (obálka, kresba Josef Václav Sládek; Opava, Iskra, Ad. Tománek, 1947)
- Pohádky (obálka a ilustrace Květa Hniličková, Praha, Alois Hynek, 1948)

### Zajímavost
Dvořákův námět na filmovou povídku z železničního prostředí z roku 1947 byl oceněn (umístil se před Adolfem Branaldem), ale nebyl realizován.